# Кудзурю (река)
Кудзурю, Кюдзурю-Гава (яп. 九頭竜川 кудзурю:-гава) — река в Японии на острове Хонсю. Протекает по территории префектур Фукуи и Гифу.
Исток Кудзурю находится под перевалом Абурадзака (Абурасака, 717 м) на границе префектур Фукуи и Гифу. Река течёт на запад, после чего в неё впадает Итосиро (которая начинается под горой Тёсигамине), и протекает через одноимённое ущелье, ниже которого она течёт в северном направлении по впадине Оно. Между городами Оно и Кацуяма слева в неё впадает река Мана (真名川, длина 50,2 км, исток под горой Ногохакусан), после чего Кудзурю течёт через ущелье Симоараи. Ниже него она поворачивает на запад и течёт по равнине Фукуи, на которой формирует конус выноса. На северо-западе города Фукуи в неё слева впадает река Хино (日野川). Ниже Фукуи Кудзурю поворачивает на северо-запад и примерно через 3 км впадает в Японское море у посёлка Микуни (сегодня — часть города Сакаи).
Длина реки составляет 116 км, на территории её бассейна (2930 км²) проживает около 670 тыс. человек. Согласно японской классификации, Кудзурю является рекой первого класса.
Бассейн реки лежит ниже, чем у большинства рек региона Хокурику — две трети бассейна расположено на высотах менее 700 м. 
Уклон Кудзурю в верховьях составляет около 1/1000-1/100, а в низовьях — 1/6700-1/5100. Осадки в гористой части бассейна составляют около 2.600-3.000 мм в год, а в равнинной около 2.000-2.400 мм в год.
В верховьях река протекает через метаморфические породы юрского и мелового периодов. Группа Кудзурю состоит из формаций Симояма, Оидани, Тотимотияма, Кайдзара и Ямбарадзака.
Возведение плотин на реке привело к усилению эрозии берега у её устья.
В ХХ и XXI веках крупнейшие наводнения происходили в 1953, 1959, 1965 и 2004 годах. Во время наводнения 1965 года 25 человек погибло или пропало без вести, 10971 домов было затоплено, в 2004 году 5 человек погибло или пропало без вести, 13635 домов было затоплено.
Бассейн реки отличается обилием животных и растений.
В верховьях реки живут гольцы, Oncorhynchus masou ishikawae (масу), микижа, аю, амурский гольян, Niwaella delicata (щиповки), Cottus pollux.
В среднем течении встречается также японские миноги (миногообразные), аю, Acheilognathus tabira (ханкинские горчаки), Tanakia lanceolata, Hemibarbus barbus (кони), Pseudogobio esocinus, Cobitis biwae (щиповки), Rhinogobius, Rheopresbe kazika, Cottus pollux (подкаменщики) и другие подобные виды. Для защиты R. kazika, характерного для района Фукуи, эта часть реки была объявлена природоохранной зоной.
В низовьях водятся японские миноги, амурский сом, Hemibarbus barbus, пескари-лени (карповые) и подобные виды, лобан, Lateolabrax japonicus, звёздчатая камбала, пятнистый коносир.